# Nodul

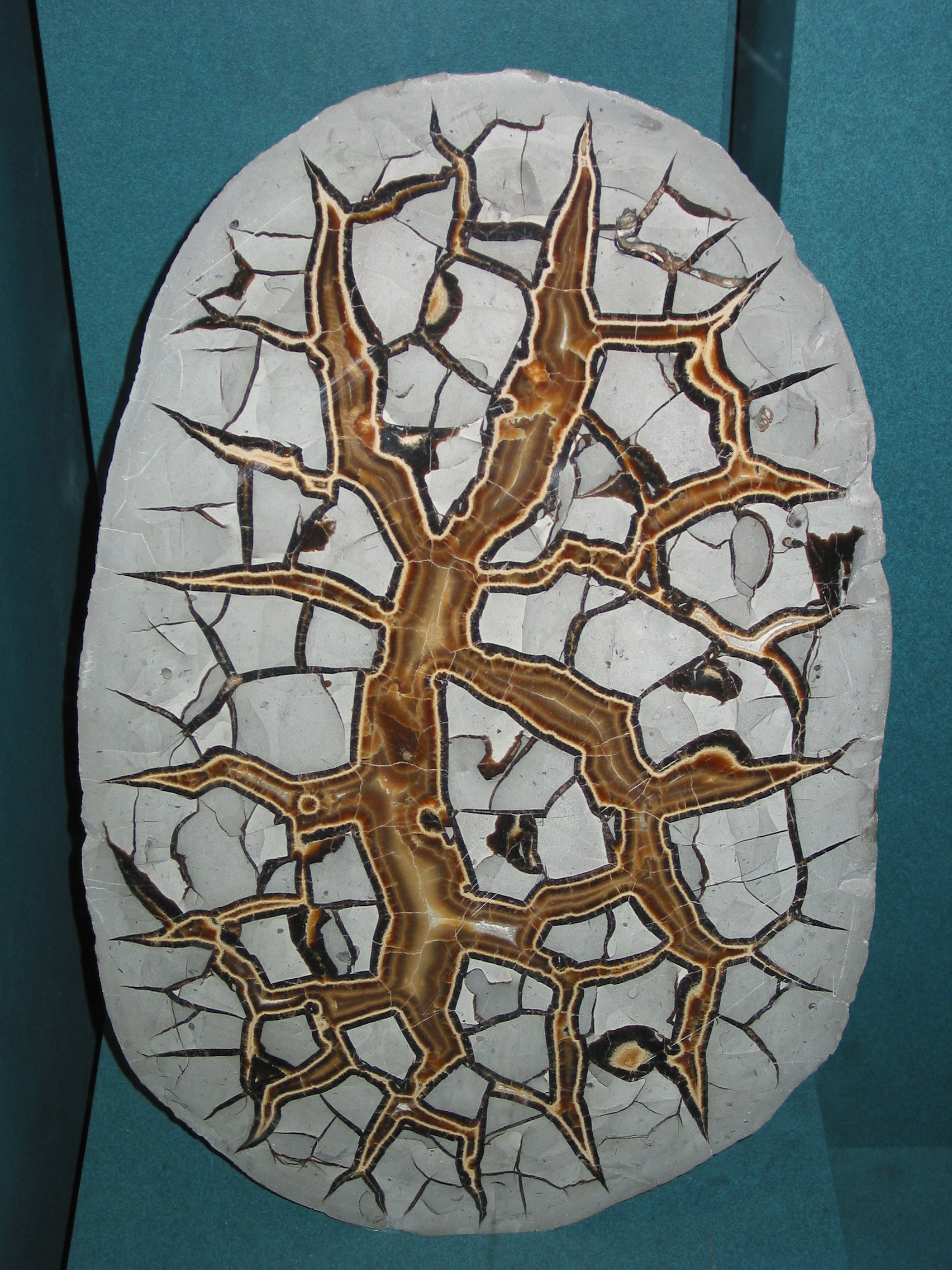
septariannodul

Nodul är  ett begrepp inom geologin som avser en mindre kropp som är mer eller mindre oregelbundet rundad. Nodulens inre sammansättning av mineraler skiljer sig oftast mycket från den som finns i de omliggande sedimenten eller bergarterna. En nodul kan ha eller sakna inre struktur.

## Exempel på noduler

### Septariannoduler
Septariannoduler är hårda noduler som kan bildas i märglar och kalkhaltiga lerstenar. De bildas vid dehydrering under lerstensbildningen. De är cirka 20–50 cm i diameter i storlek. Färgen är ofta mörkbrun på grund av innehåll av järnoxider. Radiella och koncentriska ljusa fyllnader finns inuti nodulerna. Dessa består främst av vit och gul kalcit och blir till genom utfyllning av krympsprickor.

### Järnsulfidnoduler
Järnsulfidnoduler bildas av järnsulfiderna pyrit eller markasit. De bildas av kemiska reaktioner i lera, lerstenar, skiffer eller kalksten. Nodulerna är ofta några centimeter i diameter. Oftast byggs de upp av radiella aggregat av sulfiden. I ett färskt snitt kan man se guldglänsande radiella kristaller i nodulens inre, men med tiden rostar och omvandlas ytan. I nodulerna kan fossil även förekomma, antingen kan nodulen bildas kring en fossil eller ersätta den. Järnsulfitodulens utsida är oxiderad.